# Perfil d'Einasto

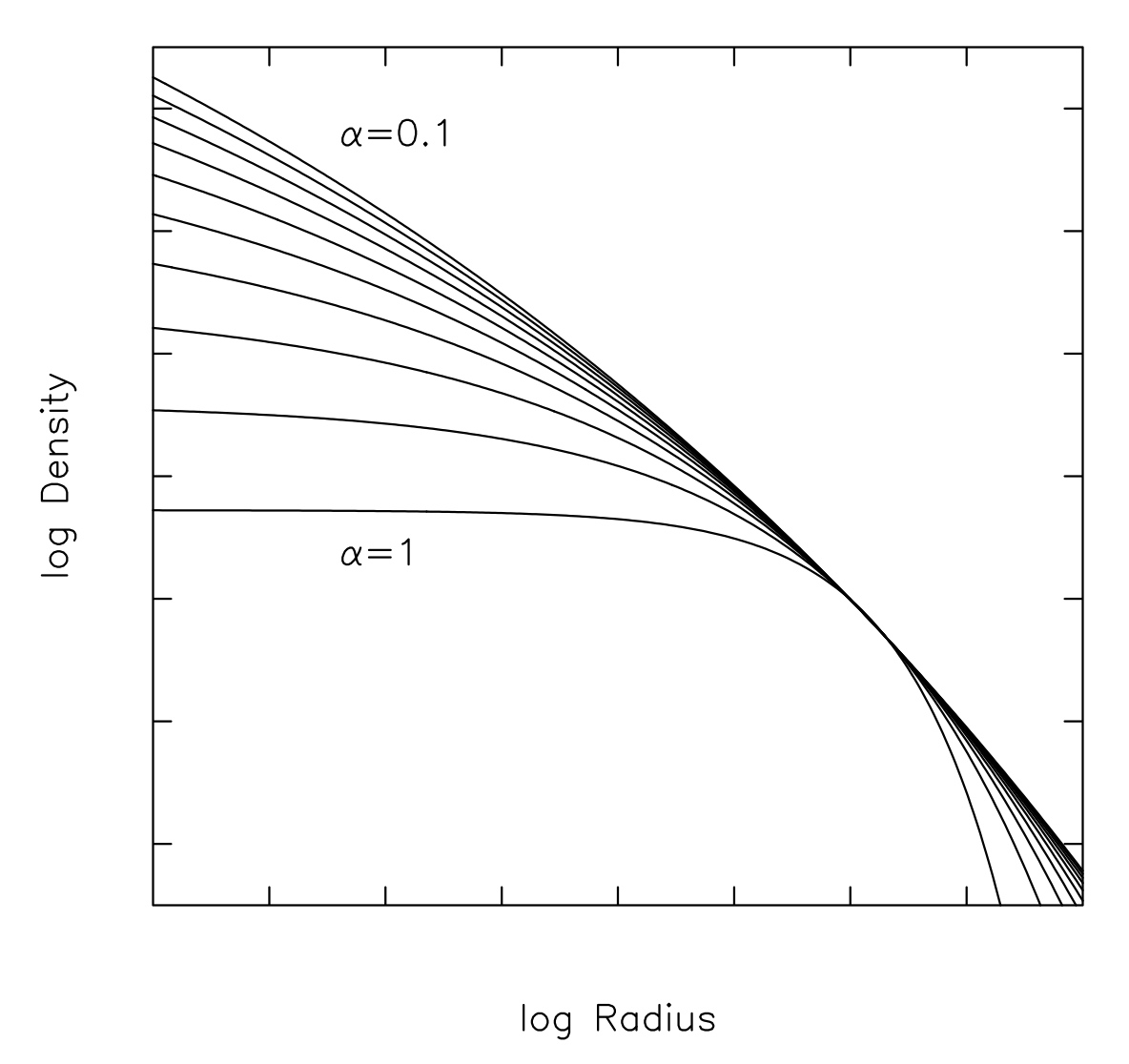
Perfil d'Einasto

El perfil d'Einasto (o model d'Einasto) és una funció matemàtica que descriu com la densitat {\displaystyle \rho } d'un sistema estel·lar esfèric varia amb la distància {\displaystyle r} des del seu centre. Jaan Einasto va presentar el seu model en una conferència de 1963 a Alma-Ata, Kazakhstan.
El perfil d'Einasto té la forma
{\displaystyle \rho (r)\propto \exp {(-Ar^{\alpha })}.}
El paràmetre {\displaystyle \alpha } controla el grau de curvatura del perfil. Això es pot veure mitjançant el càlcul del pendent en un gràfic logarítmic:
{\displaystyle d\ (\log \rho )/d\ (\log r)\propto -r^{\alpha }.}
Com més gran {\displaystyle \alpha }, més de pressa varia el pendent varia amb el radi (vegeu la figura). La llei d'Einasto pot ser descrita com una generalització d'una llei de potència, {\displaystyle \rho \propto r^{-N}}, que té un pendent constant en una representació logarítmica.
El model d'Einasto té la mateixa forma matemàtica com la llei de Sérsic, que s'utilitza per descriure la brillantor de la superfície del perfil de les galàxies, (és a dir, la densitat projectada).
El model d'Einasto s'ha utilitzat per descriure molts tipus de sistemes, incloses les galàxies i halos de matèria fosca.